# Malbert
Malbert (Barcelona, 14 de enero de 1994) es un YouTuber, presentador y escritor español conocido por su estilo sarcástico y sus comentarios críticos sobre la industria del entretenimiento y la televisión, especialmente sobre programas de telerrealidad.
Entre sus temas de videos habituales destacan Eurovisión, Eurovisión Junior, Benidorm Fest, Supervivientes, La isla de las tentaciones, Sálvame, Mtmad y Operación Triunfo.
Además de su presencia en YouTube, Malbert ha participado en diversos programas de televisión. En 2021, fue colaborador en la segunda temporada de “Sobreviviré” en Mitele y Telecinco. Al año siguiente, presentó “A La Caja” un formato sobre la nueva cartelera en Prime Video. En 2023, presentó el programa de "La Post-Gala" de la segunda temporada de “Eufòria” en TV3. En 2024, fue colaborador en “Ni que fuéramos Shhh”, transmitido en plataformas como YouTube, Canal Quickie, Twitch y Ten.   
En el ámbito de los pódcasts, Malbert ha tenido un notable éxito. Entre 2022 y 2024, presentó “Querido Hater” en Podimo, un programa que contó con cuatro temporadas y 54 episodios, en el que entrevistó a figuras como Belén Esteban, Jorge Javier Vázquez, Ada Colau, Carme Chaparro, Nebulossa, Aramís Fuster, Dakota y Marta Peñate. También es el creador y presentador de “La Red Room”, podcast iniciado en 2022 y aún en emisión en 2025, con cuatro temporadas y 36 episodios, centrado en entrevistas a personalidades del panorama eurovisivo y del Benidorm Fest. En este último han pasado rostros como Rosa López, Soraya, Nina, Karina, Melody, Blanca Paloma, Alfred García o Angy. 
Como escritor, ha publicado dos libros: “No insultes, gilipollas” y “Puto amor”. Ambos libros le llevaron a varias firmas de libros donde la prensa señaló como rotundo éxito de asistencia. 
Malbert también ha sido reconocido por su activismo en favor de los derechos LGBTQ+ siendo considerado como uno de los 100 rostros LGTBIQ+ más influyentes de España en el 2024.

## Filmografía

### Programas de televisión
| Año  | Programa                   | Canal                   | Notas                        |
| ---- | -------------------------- | ----------------------- | ---------------------------- |
| 2021 | Sobreviviré (2ª temporada) | Mitele                  | Colaborador                  |
| 2022 | Obrim Fil                  | La 2                    | Invitado                     |
| 2022 | Planta Baixa               | TV3                     | Invitado                     |
| 2023 | Eufòria (2ª temporada)     | TV3                     | Comentador de las post-galas |
| 2024 | Ni que fuéramos Shhh       | YouTube, Twitch, Ten... | Invitado                     |

### Pódcasts
| Año         | Programa                 | Canal             | Notas                                     |
| ----------- | ------------------------ | ----------------- | ----------------------------------------- |
| 2019        | Adolescents ICAT         | 3CAT              | Invitado                                  |
| 2020        | Una Caña Con             | Youtube y Spotify | Invitado (episodio 20)                    |
| 2020        | Adolescents XL           | 3CAT              | Invitado                                  |
| 2021        | Animales Humanos         | Youtube y Spotify | Invitado (episodio 28)                    |
| 2022 - 2024 | Querido Hater            | Podimo            | Presentador (4 temporadas y 54 episodios) |
| 2022 - 2025 | La Red Room              | Podimo y YouTube  | Presentador (4 temporadas y 36 episodios) |
| 2023        | Triunfitas Con Traumitas | Podimo            | Invitado (episodio 6 y episodio 34)       |
| 2023        | El Loft                  | Youtube y Spotify | Invitado                                  |
| 2024        | Clímax                   | 3CAT y Youtube    | Invitado (episodio 28)                    |
| 2024        | El Sentido De La Birra   | Podimo y YouTube  | Invitado (1 episodio)                     |
| 2024        | Bienvenidos a la Zona    | YouTube y Spotify | Invitado (1 episodio)                     |
| 2025        | Te Va A Picar            | Youtube y Spotify | Invitado (1 episodio)                     |

## Libros publicados
- No insultes, gilipollas. Ediciones B. 2020. ISBN 841780952X.
- Puto amor. Ediciones B. 2021. ISBN 8418051221.